# Großheide
Großheide è un comune di 8.752 abitanti della Bassa Sassonia, in Germania.
Appartiene al circondario (Landkreis) di Aurich (targa AUR).
Il 1º luglio 1972 ha incorporato il territorio dei dissolti comuni di Arle, Berumerfehn, Menstede-Coldinne e Westerende.